# Et la vie continue (film, 1991)
Pour les articles homonymes, voir Et la vie continue.
Série Trilogie de Koker
Où est la maison de mon ami ?
(1987) Au travers des oliviers
(1994)
Pour plus de détails, voir Fiche technique et Distribution.
Et la vie continue (en persan : زندگی و دیگر هیچ, Zendegui va digar hitch) est un film iranien réalisé par Abbas Kiarostami et sorti en 1991.
C'est le deuxième volet de ce que l'on appelle la Trilogie de Koker, précédé par Où est la maison de mon ami ? et suivi de Au travers des oliviers.

## Synopsis
En 1990, un tremblement de terre dévaste le nord de l'Iran. Un cinéaste, accompagné de son fils, revient sur les lieux qui furent ceux du tournage de son film précédent.
En l'occurrence, il s'agit de la transposition de l'histoire vraie du cinéaste Abbas Kiarostami qui avait tourné Où est la maison de mon ami ? à l'endroit même où le tremblement de terre a eu lieu plus tard.
Sur place, il ne trouve que ruines, deuil, désolation. Et pourtant, il demeure un furieux élan pour que la vie continue. Comme si rien ou presque ne s'était passé...

## Fiche technique
- Titre français : Et la vie continue
- Réalisation et scénario : Abbas Kiarostami
- Production : Ali Reza Zarrin
- Photo : Homayun Payvar
- Costume : Hassan Zahidi
- Montage : Abbas Kiarostami
- Pays de production :  Iran
- Langue de tournage : persan
- Genre : Drame
- Durée : 91 minutes
- Dates de sortie :
  - États-Unis : 26 septembre 1992 (Festival du film de New York)
  - France : 21 octobre 1992

## Distribution
- Farhad Kheradmand : Le réalisateur
- Puya Paevar : Puya

## Autour du film
- Le titre original persan signifie « la vie et rien d'autre ». Un film français portant déjà ce titre, la production décida de le nommer différemment. Curieusement, le titre français est traduit en persan sur l'affiche française :  و زندگی ادامه دارد.

## Récompense
Ce film est présenté à l'ouverture de la sélection Un certain regard au festival de Cannes 1992.

## Sortie vidéo
Le film sort le 7 avril 2020, édité par Potemkine Films, dans un coffret DVD/Blu-ray regroupant les 3 films de la trilogie de Koker (Où est la maison de mon ami ?, Et la vie continue, Au travers de oliviers). Le coffret inclut des analyses des films, un documentaire sur le réalisateur, ainsi que des séquences commentées par Abbas Kiarostami.